# 목행대교
목행대교(牧杏大橋)는 충청북도 충주시 목행동에서 충주시 동량면을 잇는 남한강의 다리로, 충원대로 상에 있다.
기존에 국도 제19호선을 구성하고 있었으나, 서부순환대로의 개통과 함께 2013년 6월 28일 국도 지정이 해제되었다.

## 같이 보기
- 동량철교 (상류 측 다리)
- 목행교 (하류 측 다리)